# ويكوم (دائرة انتخابية في المملكة المتحدة)
ويكوم  (بالإنجليزية: Wycombe)‏ هي إحدى الدوائر الانتخابية في المملكة المتحدة الممثلة في مجلس العموم في برلمان المملكة المتحدة.
عضو البرلمان الذي يمثلها حالياً هو :Mr Paul Goodman (Con).